# Aksjomaty origami
Aksjomaty origami, aksjomaty Fujity-Justina – formalny zestaw siedmiu aksjomatów opisujących wszystkie możliwe pojedyncze zgięcia w geometrii origami na płaszczyźnie.

## Geneza
W 1986 roku Jacques Justin opublikował pierwszą wersję aksjomatów origami, natomiast sześć z nich zostało niezależnie sformułowanych przez Fumiakiego Fujitę w 1991 roku podczas Konferencji Origami w Ferrarze. Niezależnie opisał je również Robert J. Lang.

## Aksjomaty
1. Zgięcie przechodzące przez dwa punkty.
2. Zgięcie przenoszące punkt A na punkt B.
3. Zgięcie przenoszące jedną linię na drugą.
4. Zgięcie prostopadłe do linii, przechodzące przez dany punkt.
5. Zgięcie przenoszące punkt na linię i przechodzące przez inny punkt.
6. Zgięcie przenoszące dwa punkty na dwie linie.
7. Zgięcie przenoszące punkt na jedną linię i prostopadłe do drugiej.[2]

Aksjomaty 5 i 6 mogą mieć więcej niż jedno rozwiązanie (np. aksjomat 6 daje do trzech przecięć), co zostało potwierdzone w analizach geometrii origami. Aksjomaty pozwalają na konstrukcje niemożliwe przy użyciu tylko cyrkla i linijki: rozwiązanie równań kwadratowych, sześciennych i czwartego stopnia, trysekcja kąta, podwojenie sześcianu.